# Качиндамото, Тереза
Тереза Качиндамото является главной руководительницей, или Инкоси, района Дедза в центральном районе Малави. Она имеет неофициальную власть над более чем 900 000 человек. Она известна своими решительными действиями по расторжению детских браков и настаиванию на образовании для девочек и мальчиков.

## Предыстория
Тереза Качиндамото — самая младшая из двенадцати братьев и сестер в семье традиционных правителей в округе Дедза вокруг озера Малави. В течение 27 лет она работала секретарем в колледже в округе Зомба на юге Малави. Она вышла замуж и стала матерью пяти мальчиков.  В 2003 году руководители Дедзинского района выбрали её в качестве следующей старшей начальницы района с населением более 900 000 человек.  Она сказала, что её выбрали, потому что она «хорошо разбиралась в людях» и теперь стала старшей начальницей, нравится ей это или нет. Она согласилась и вернулась в Обезьянью бухту, где облачилась традиционные красные одежды, бусы и леопардовую головную повязку.  Тереза стала Инкоси линии Чидйаонга династии Масеко или Гомани под именем Качиндамото VII, унаследовав Джустино Качиндамото VI, который носил этот титул с 1988 по 2001 год после регентства Сундузени с 2001 по 2003 годы .

## Детские браки
Малави является одной из беднейших стран в мире, где уровень инфицирования ВИЧ составляет 10 % населения. Опрос Организации Объединённых Наций, проведенный в 2012 году, показал, что более половины девочек в Малави вступили в брак до того, как им исполнилось 18 лет, в стране один из самых высоких показателей детских браков в мире, особенно в сельских районах.  Молодые девушки, иногда в возрасте семи лет, подвергаются сексуальным оскорблениям, которые включают в себя лагеря сексуальной инициации для kusasa fumbi (чистки). В 2015 году в Малави был принят закон, запрещающий вступление в брак до достижения 18-летнего возраста. Однако в конституции и обычном праве, принятом традиционными властями, все ещё говорится, что дети могут вступать в брак с согласия родителей. 
Качиндамото встревожилась, обнаружив высокий уровень детских браков в своем районе. Она не могла убедить родителей изменить свои взгляды, но 50 наместников в округе согласились отменить ранние браки и аннулировать уже заключенные.  Она уволила четырёх наместников, ответственных за районы, где продолжались заключаться детские браки, а затем восстановила их, когда получила подтверждение, что эти браки были расторгнуты. Она убедила лидеров сообщества изменить гражданский кодекс, запретив ранние браки.  По состоянию на 2019 год ей удалось отменить около 3500 ранних браков. Её действия принесли ей международное признание. 
В июне 2015 года она сказала Maravi Post : «Я расторгла 330 браков, да, в 175 из которых состояли девочки и в 155 — мальчики. Я хотела, чтобы все они вернулись в школу, и это сработало».  Она сказала Nyasa Times : «Я против браков для детей, они должны ходить в школу. Сейчас мы установили свои собственные законы, которые регулируют все в моем районе, когда речь идет о браках, они перестанут быть священной коровой …» Ни один ребёнок не должен слоняться без дела дома; заниматься садоводством или выполнять какие-либо домашние дела в школьное время. Ни один деревенский глава, GVH  или церковное духовенство не может засвидетельствовать брак, прежде чем тщательно не проверит даты рождения пары ". 
Браки, которые были аннулированы, были обычными, регулируемыми вождями, а не гражданскими браками.  Вождь Качиндамото работала с группами матерей, учителями, комитетами по развитию села, религиозными лидерами и неправительственными организациями. Она встретила сопротивление со стороны родителей и самих пар, особенно бедных родителей, когда приданое было оплачено.  Она чувствовала, что кампания «от двери до двери» была самым большим фактором в достижении соглашения об аннулировании браков.  ООН-женщины и ЮНИСЕФ планируют работать с вождями и в других регионах, чтобы воспроизвести передовой опыт Качиндамото в деле запрещения браков между детьми.  Качиндамото говорит: «Обучая девушек, ты обучаешь всю область … Ты обучаешь мир».  